# ヤン・ミクシンスキー
ヤン・ミクシンスキー（Jan Mikusiński、1913年4月3日-1987年7月27日）は、ポーランドの数学者。

## 業績
解析学における先駆的な業績で知られる。微分方程式の解法として有効な演算子法を発展させた（ミクシンスキーの演算子法）。ミクシンスキーの演算子法は、フーリエ変換に関する、ある種の函数の畳み込み代数をもとに展開される。この非単位的代数が畳み込み積に関する零因子を持たないこと（Titchmarshの定理）から、代数学において一般に商体（あるいは分数体）と呼ばれる構成を行ってひとつの体が一意的に定義できる。このような構成によって得られる体に属する元は、もとの代数の元（ここでは特定の性質を備えた函数）の順序対（の属する同値類）であり、ミクシンスキーはそれらを総じて演算子と呼んだ。また、ミクシンスキーのキューブ(立体パズル)、Antosik-Mikusinskiの定理、ミクシンスキーの畳み込み代数等でも知られている。

## 著作

### 主要論文
- Mikusiński, J. (1949), “Sur les fondaments du calcul opératoire”, Studia Mathematica (11):  41-70
- Mikusiński, J. (1951), “Sur les fonctions exponentielles du calcul opératoires”, Studia Mathematica (12):  208-224
- Mikusiński, J. (1951), “Sur les équations différentielles du calcul opératoire et leures applications aux équations classique aux derivées partielles”, Studia Mathematica (12):  227-270

### 主要著書
- Jan Mikunsinski (1953). Operational calculaus. 109 (2nd ed.). Oxford: Pergamon Press. ISBN 978-1-4832-7893-3
  - ヤン・ミクシンスキー『演算子法』 上巻、松村英之・松浦重武訳（新版）、裳華房、1985年3月。ISBN 4-7853-1044-8。
  - ヤン・ミクシンスキー『演算子法』 下巻、松村英之・松浦重武訳（新版）、裳華房、1985年3月。ISBN 4-7853-1045-6。
- Hartman, S.; Mikusinski (1961), Theory of Lebesgue Measure and Integration, Oxford: Pergamon Press, ISBN 978-0-0801-3832-9
- Piotr Antosik, Jan Mikusiński and Roman Sikorski, Theory of distributions; the sequential approach, Elsevier Scientific (1973), ISBN 0444410821
- Jan Mikunsinski, The Bochner Integral, Birkhauser (1978), ISBN 978-3764308650
- Jan Mikunsinski, Piotr Mikunsinski, Introduction To Analysis: From Number to Integral, John Wiley and Sons Ltd. (1993), ISBN 978-0471589884